# Greigite
La greigite (simbolo IMA: Grg) è un minerale raro del supergruppo dello spinello e in particolare dei tiospinelli, nella cui famiglia occupa un posto nel sottogruppo della linnaeite; appartiene alla classe minerale dei "solfuri e solfosali" con composizione chimica Fe2+Fe3+2S4 e quindi, da un punto di vista chimico, è una forma speciale di solfuro di ferro, più precisamente solfuro di ferro(II,III), che comprende il ferro in due diversi stati di ossidazione. La greigite è l'analogo solforoso della magnetite.

## Etimologia e storia
Vari solfuri di ferro magnetici, simili a spinelli, con una composizione compresa tra Fe3S4 e Fe2S3 erano stati previsti da vari autori come M. R. Piggott e H. Wilman nel 1958 o S. Yamaguchi e T. Katsurai nel 1960, tra gli altri, e sintetizzati artificialmente in laboratorio, come A. M. Freke e Donald Tate nel 1961.
Come formazione minerale naturale, lo spinello magnetico di ferro è stato trovato per la prima volta nella cosiddetta area di "Kramers-Four Corners" (chiamati anche pozzi "Four Corners" nº 3, 4 e 5) nell'area mineraria di East Kramer nella contea di San Bernardino, in California. La greigite è stata descritta per la prima volta nel 1964 da Brian J. Skinner, Richard C. Erd e Frank S. Grimaldi, che hanno chiamato il minerale in onore del mineralogista e chimico fisico americano Joseph Wilson Greig (1895-1977).
Il campione tipo del minerale si trova nella Collezione Mineralogica del National Museum of Natural History di Washington con i numeri di catalogo 117502 e 136415.

## Classificazione
Nella Sistematica dei lapis (Lapis-Systematik) di Stefan Weiß la greigite è elencata nella classe dei "solfuri e solfosali" e nella sottoclasse dei "solfuri con [il rapporto di massa] metallo:S,Se,Te < 1:1", dove il minerale forma il "gruppo della linnaeite" insieme a bornhardtite, cadmoindite, carrollite, cuprokalininite, daubréelite, fletcherite, florensovite, indite, kalininite, linnaeite, polidimite, siegenite, trüstedtite, tyrrellite e violarite con il numero di sistema II/D.01.
La nona edizione della classificazione dei minerali di Strunz, aggiornata dall'IMA fino al 2009, elenca la greigite nella classe "2. Solfuri e solfosali (solfuri, seleniuri, tellururi; arseniuri, antimoniuri, bismuturi; solfoarseniuri, solfoantimonuri, solfobismuturi, ecc.)" e nella sottoclasse "2.D Solfuri metallici, M:S = 3:4 e 2:3"; questa viene ulteriormente suddivisa in base al rapporto tra metallo (M) e zolfo (S) in modo che la greigite possa essere trovata nella sezione "2.DA M:S = 3:4" dove insieme a cadmoindite, cuproiridsite, cuprokalininite, cuprorhodsite, ferrorhodsite, fletcherite, florensovite, indite, kalininite, malanite, trüstedtite, bornhardtite, carrollite, daubréelite, linnaeite, polidimite, siegenite, tyrrellite, violarite e xingzhongite forma il sistema nº 2.DA.05.
Tale classificazione è mantenuta anche nell'edizione successiva, proseguita dal database "mindat.org" e chiamata Classificazione Strunz-mindat dove ai minerali già citati si aggiungono berndlehmannite, joegoldsteinite, nickeltyrrellite e shiranuiite.
Anche la classificazione dei minerali secondo Dana, utilizzata principalmente nei paesi di lingua inglese, classifica la greigite nella classe dei "solfuri e solfosali" e lì nella sottoclasse dei "minerali solfuri".; la si trova nel "gruppo della linnaeite (isometrico: Fd3m)" con il numero di sistema 02.10.01 nella sottosezione dei "solfuri – compresi seleniuri e tellururi – con la composizione AmBnXp, con (m+n):p = 3:4".

## Chimica
Nella composizione della greigite con la formula molecolare Fe3S4, il minerale è costituito da ferro (Fe) e zolfo (S) in un rapporto di massa di 3:4, che corrisponde a una frazione di massa (% in peso) del 56,64% di ferro e del 43,36% di zolfo.
L'analisi microchimica dei concentrati minerali provenienti dalla località tipo dell'area di "Kramers-Four Corners" (California), costituiti per il 75% da greigite, per il 10% da marcasite e per il 15% da materiale organico, ha rivelato miscele di alluminio, rame, cobalto, magnesio, manganese, sodio, potassio, nichel, silicio, titanio e fluoro tra lo 0,1 e meno dello 0,001% oltre al componente principale ferro. Oltre al 56,5% di ferro e al 42,2% di zolfo in peso, altri campioni provenienti da Zacatecas in Messico analizzati con la microsonda elettronica hanno mostrato scarsi contenuti di altri elementi: 0,38% di arsenico, 0,14% di cromo, 0,10% di nichel, 0,08% di rame e 0,01% di zinco; un campione di minerale proveniente dalla Cornovaglia in Inghilterra ha mostrato il 55,9% di ferro e il 42,2% di zolfo, nonché l'1,3% di antimonio, lo 0,2% di rame e lo 0,1% di manganese.
La greigite forma una serie cristallina mista con la violarite (Fe2+Ni3+2S4), in cui il ferro trivalente è sostituito dal nichel.

## Abito cristallino
La greigite cristallizza nel sistema cubico nel gruppo spaziale Fd3m (gruppo n. 227) con la costante di reticolo a = 9,88 Å,oltre ad avere 8 unità di formula per cella unitaria. La struttura corrisponde a una struttura di spinello in cui l'ossigeno è sostituito dallo zolfo (tiospinello).

## Proprietà
Come la magnetite, la greigite è altamente magnetica. Questo magnetismo fa sì che i grani di greigite più piccoli si aggreghino insieme per formare aggregati più grandi. Dal punto di vista termico, il minerale è stabile fino a 282 °C. Quando il minerale viene riscaldato a temperature superiori a 282 °C in una fiala chiusa, viene convertito in pirrotite (Fe1-xS) e, a temperature più elevate, anche in pirite (FeS2).
La greigite è debolmente solubile in acido fluoridrico (HF) e acido cloridrico (HCl).

## Origine e giacitura
La greigite si forma nei sedimenti dei corpi idrici. Da un lato, i batteri solforiduttori come il Desulfovibrio desulfurricans, che riducono il solfato a solfuro in condizioni anaerobiche e da neutre ad alcaline, sono responsabili della formazione. D'altra parte, i cristalli di greigite si formano nelle cellule dei batteri magnetotattici, che si allineano nel campo magnetico terrestre con l'aiuto di cristalli di greigite.
La greigite è stata trovata nella località tipo associata a calcite, ai minerali del gruppo della clorite, a colemanite, montmorillonite e veatchite oppure a calcite, dolomite, galena, marcasite, pirite e sfalerite per campioni provenienti da Zacatecas in Messico.
Essendo una rara formazione mineraria, la greigite è stata rilevata solo in pochi luoghi; oltre alla sua località tipo nell'area di Kramers-Four Corners della contea di San Bernardino, il minerale è stato trovato anche in diversi depositi di borati negli Stati Uniti a Boron nella contea di Kern, Coyote Peak nella contea di Humboldt e nella miniera di Leviathan nella contea di Alpine (tutte in California), nella contea di Alger (nel Michigan), nella contea di Madison (nel Missouri), nella contea di Churchill (nel Nevada) e nella contea di Eddy (nel Nuovo Messico).
In Italia la greigite è stata trovata a Montemesola (Puglia); Balangero (Piemonte); Scansano (Toscana); nella laguna di Venezia (Veneto).
In Germania, la greigite è stata trovata nella cava di argilla di Moorberg vicino a Sarstedt in Bassa Sassonia, sul Moschellandsberg in Renania-Palatinato e nelle miniere di Herzog Friedrich e Neuglück con vene di fluorite nel granito vicino a Reinerzau e Segen Gottes con mineralizzazioni di piombo-zinco vicino a Wiesloch nel Baden-Württemberg. L'unico sito noto finora in Austria è la cava "Staubmann" vicino a Kliening, nel distretto di Wolfsberg (in Carinzia). Anche in Svizzera si conosce un solo sito, la cava di "Lengenbach" vicino a Fäld nella valle di Binn (nel Canton Vallese).
Altri siti sono sparsi in diversi Paesi per il mondo.
Inoltre, la greigite è stata trovata in campioni di minerali provenienti dal campo idrotermale di Ashadze 1 nella dorsale medio atlantica ed è stata rilevata anche nel meteorite Yamato 691, una condrite di tipo EH 3, scoperta in Antartide nel 1969.

## Forma in cui si presenta in natura
La greigite sviluppa aggregati minerali sferici di ottaedri fusi con superfici arrotondate di dimensioni fino a 0,5 mm. Anche i cristalli cubici, i grani e le polveri a grana fine si trovano raramente. Il minerale è opaco in qualsiasi forma ed è estratto fresco dalle montagne di colore giallo bronzo o rosa chiaro. Le superfici levigate, tuttavia, appaiono bianco crema alla luce incidente e nell'aria il minerale si ossida diventando blu metallico dopo un po' di tempo. Tuttavia, in forma concentrata e polverosa, la greigite è di un nero fuliggine, che è anche il colore del suo striscio.